# Policubo

Varie forme di tetracubo

Un policubo è una figura solida formata dall'unione di uno o più cubi uguali tra loro. È molto simile ad un polimino, ed è legato ad esso per avere in comune e come forma base un quadrato.
I policubi sono degli oggetti facenti parte della geometria solida, cioè elementi geometrici definiti da tre dimensioni: altezza, larghezza e lunghezza.

## Nomenclatura
Un policubo di tre cubi viene chiamato tricubo, di quattro viene chiamato tetracubo, di cinque pentacubo, di sei esacubo e così via.